# Station Esen
Station Esen is een voormalig spoorwegstation aan spoorlijn 73. Het lag aan de Vladslostraat in Esen, een deelgemeente van Diksmuide. Het stationsgebouw is niet bewaard gebleven.

## Geschiedenis
In 1858 werd spoorlijn 73 (Lichtervelde-Veurne) ingehuldigd. Deze lijn was aangelegd door de spoorwegmaatschappij Flandre Occidentale. Hoewel station Diksmuide op het toenmalige grondgebied van Esen werd gebouwd, kreeg Esen ook haar eigen station ter hoogte van de Vladslostraat. De twee stations lagen op een tweetal kilometer afstand van elkaar. Het bakstenen stationsgebouw was in sobere neoclassicistische stijl opgebouwd.
In oktober 1914 werd het stationsgebouw samen met enkele andere gebouwen, waaronder de Sint-Pieterskerk, in brand gestoken door Duitse troepen. Tijdens het verdere verloop van de Eerste Wereldoorlog werd de rest van het dorp verwoest. Na de oorlog werd het station heropgebouwd en werd pas nadat de treinen er niet meer stopten afgebroken.

## Aantal instappende reizigers
De grafiek en tabel geven het gemiddeld aantal instappende reizigers weer op een week-, zater- en zondag.
| Tabel: aantal instappende reizigers station Esen | Tabel: aantal instappende reizigers station Esen | Tabel: aantal instappende reizigers station Esen | Tabel: aantal instappende reizigers station Esen |
|                                                  | Weekdag                                          | Zaterdag                                         | Zondag                                           |
| ------------------------------------------------ | ------------------------------------------------ | ------------------------------------------------ | ------------------------------------------------ |
| 1977                                             | 2                                                | 0                                                | 0                                                |
| 1978                                             | 6                                                | 0                                                | 4                                                |
| 1979                                             | 5                                                | 0                                                | 0                                                |
| 1980                                             | 1                                                | 0                                                | 0                                                |

0: Deinze ·
4,5: Grammene ·
6,2: Wontergem ·
8,3: Aarsele ·
15,6: Tielt ·
20,1: Pittem ·
24,0: Ardooie-Koolskamp ·
26,5: Kortekeer ·
31,7: Lichtervelde ·
37,7: Kortemark ·
40,5: Handzame ·
43,7: Zarren ·
47,9: Esen ·
50,4: Diksmuide ·
52,0: Kaaskerke ·
54,8: Oostkerke ·
62,4: Avekapelle ·
65,5: Veurne ·
66,9: Koksijde ·
70,5: De Panne